# Washington, Utah
Washington är en stad (city) i Washington County i Utah. Orten har fått namn efter president George Washington. Vid 2020 års folkräkning hade Washington 27 993 invånare.